# Вебер, Генрих Мартин
Генрих Мартин Вебер (нем. Heinrich Martin Weber; род. 5 (17) марта 1842 — 17 (30) мая 1913) — немецкий математик.

## Биография
Генрих Вебер, сын известного гейдельбергского профессора истории Георга Вебера (1808—1888), родился 5 марта 1842 года в Гейдельберге, учился в Берлине и Гёттингене, был профессором сперва в Кёнигсберге, потом в Страсбурге. В Страсбург он приехал ещё молодым человеком и там провел свою долгую жизнь.
Основные работы Вебера относятся к алгебре, теории чисел и анализу. Знаменит прежде всего своей книгой «Lehrbuch der Algebra», часто именуемой как «Алгебра» Вебера — 2300-страничный трехтомный труд по алгебре и теории чисел.